# Escolives-Sainte-Camille
Escolives-Sainte-Camille è un comune francese di 747 abitanti situato nel dipartimento della Yonne nella regione della Borgogna-Franca Contea.

## Società

### Evoluzione demografica
Abitanti censiti